# Bouldering ai Giochi mondiali sulla spiaggia 2019
Le competizioni di bouldering ai Giochi mondiali sulla spiaggia 2019 si sono svolte il 13 e il 14 ottobre 2019 nell'Aspire Zone, a Doha. Sono stati disputati un torneo individuale maschile e un torneo individuale femminile. Hanno partecipato complessivamente alla competizione 38 atleti (19 uomini e 19 donne).

## Calendario
Il calendario delle gare è stato il seguente:
| ● | Finali |

| Ottobre |    |    |    |    |    |
| 11      | 12 | 13 | 14 | 15 | 16 |
|         |    | ●  | 2  |    |    |

## Podi

### Uomini
| Evento                 | Oro        | Prestazione | Argento      | Prestazione | Bronzo         | Prestazione |
| Bouldering individuale | Kai Harada | 3T3z 7 6    | Keita Watabe | 2T3z 2 3    | Philipp Martin | 2T3z 3 3    |

### Donne
| Evento                 | Oro         | Prestazione | Argento        | Prestazione | Bronzo        | Prestazione |
| Bouldering individuale | Miho Nonaka | 4T4z 9 6    | Petra Klingler | 3T4z 10 9   | Urška Repušič | 1T4z 2 9    |

## Medagliere
| Posizione | Paese    | Oro | Argento | Bronzo | Totale |
| --------- | -------- | --- | ------- | ------ | ------ |
| 1         | Giappone | 2   | 1       | 0      | 3      |
| 2         | Svizzera | 0   | 1       | 0      | 1      |
| 3         | Germania | 0   | 0       | 1      | 1      |
| 3         | Slovenia | 0   | 0       | 1      | 1      |
| Totale    | Totale   | 2   | 2       | 2      | 6      |